# Pictoflex-Thompson-Hyundai
Pictoflex-Thompson-Hyundai war ein belgisches Radsportteam.
Die Mannschaft wurde 2006 unter dem Namen Pictoflex-Bikeland-Hyundai als Continental Team gegründet. Sie nahm hauptsächlich an Rennen der UCI Europe Tour teil. 2007 war Thompson statt Bikeland der zweite Sponsor. Team-Manager waren Thomas Willem und Conny Van Poecke. Die Mannschaft wurde Ende der Saison 2007 aufgelöst.

## Saison 2006

### Erfolge in der UCI Asia Tour
In den Rennen der Saison 2006 der UCI Asia Tour gelangen die nachstehenden Erfolge.
| Datum     | Rennen                  | Fahrer       |
| --------- | ----------------------- | ------------ |
| 2. Mai    | 1. Etappe Cepa Tour     | Geert Steurs |
| 2.–7. Mai | Gesamtwertung Cepa Tour | Geert Steurs |

## Team 2007
| Name                    | Geburtstag         | Nationalität | Team 2008                   |
| ----------------------- | ------------------ | ------------ | --------------------------- |
| Nicolas Coosemans       | 6. Oktober 1984    | Belgien      |                             |
| Tijs Crombez            | 17. Januar 1986    | Belgien      |                             |
| Eric De Decker          | 15. Januar 1982    | Belgien      |                             |
| Kenneth De Loor         | 24. September 1986 | Belgien      |                             |
| Ken Devos               | 1. Januar 1987     | Belgien      |                             |
| Zakaria El Darabna      | 10. März 1983      | Belgien      | Josan-Mercedes              |
| Dirk Finders            | 29. Juli 1985      | Deutschland  | Unibet.com Continental      |
| Cyrille Heymans         | 4. März 1986       | Luxemburg    | Differdange-Apiflo Vacances |
| Julien Joiret           | 15. März 1982      | Belgien      | Geofco-Jartazi              |
| Julien Laidoun          | 24. Januar 1980    | Frankreich   |                             |
| Guillaume Lernould      | 28. Mai 1984       | Belgien      | Geofco-Jartazi              |
| Nick Mertens            | 6. Januar 1987     | Belgien      |                             |
| Jef Michels             | 4. August 1984     | Belgien      | Josan-Mercedes              |
| Kevin Okens             | 29. Dezember 1986  | Belgien      |                             |
| Tom Temmerman           | 16. Juni 1988      | Belgien      |                             |
| Steven Thomas           | 26. Dezember 1983  | Belgien      |                             |
| Kevin Van Der Slagmolen | 11. Mai 1980       | Belgien      |                             |